# Neocalamites
Neocalamites é um gênero extinto de esfenófitas sendo um membro descendente das Calamites e que viveu durante o período Triássico.

## Descrição
Tinham tamanho que variavam de um a dois metros de altura. Folhas dispostas de forma concêntrica em torno de uma haste fina, similar as Annularia ou Asterophyllites. Calamites é o nome dado originalmente para uma parte da haste, mas agora é o nome de toda a planta. Há indicativos de que viviam em locais úmidos, como ao longo dos rios e margens do lago.

## Localização dos sítios
São localizados nos países:
- Fósseis bastante intactos têm sido encontrados na Tasmânia.
- Australia
- Brasil.[1]